# Communauté de communes de la Région d'Oisemont
La communauté de communes de la Région d'Oisemont est une ancienne communauté de communes française, située dans le département  de la Somme.
Au 1er janvier 2017, la structure fusionne avec deux autres communautés de communes pour devenir la Communauté de communes Somme-Sud-Ouest.

## Historique
L'intercommunalité a été créée par un arrêté préfectoral du 30 décembre 1994
Dans le cadre des dispositions de la loi portant nouvelle organisation territoriale de la République du 7 août 2015, qui prévoit que les établissements publics de coopération intercommunale (EPCI) à fiscalité propre doivent avoir un minimum de 15 000 habitants, la préfète de la Somme propose en octobre 2015 un projet de nouveau schéma départemental de coopération intercommunale (SDCI) qui prévoit la réduction de 28 à 16 du nombre des intercommunalités à fiscalité propre du Département. Ce projet prévoit la « fusion des communautés de communes du Sud Ouest Amiénois, du Contynois et de la région d’Oisemont  », le nouvel ensemble de 37 412 habitants regroupant 120 communes,. À la suite de l'avis favorable de la commission départementale de coopération intercommunale en janvier 2016, la préfecture sollicite l'avis formel des conseils municipaux et communautaires concernés en vue de la mise en œuvre de la fusion le 1er janvier 2017.
La Communauté de communes Somme Sud-Ouest (CC2SO) est ainsi créée au 1er janvier 2017.

## Territoire communautaire

### Géographie
L'intercommunalité est constituée des communes de l'ancien canton d'Oisemont, sauf Neuville-Coppegueule (membre de la communauté de communes du Sud-Ouest Amiénois), auxquelles s'ajoutent 4 communes de l'ex-canton de Gamaches : Rambures, Le Translay, Framicourt, Cerisy-Buleux constituant un territoire rural de 161 km² situé en limite de la Seine-Maritime.
Territoire rural, elle est marquée par une très faible densité de 42 hab./hectare, à comparer aux 112 hab./hectare du Pays du Grand Amiénois, et 75 % des communes ont moins de 200 habitants, deux communes dépassant 500 habitants : Oisemont (1 175 hab.) et Senarpont (672 hab.).
38 % de la population active ayant un emploi habitant sur le territoire communautaire y travaillaient en 2007 et 6 % sur celui d'Amiens-Métropole. Le territoire comptait alors 1 758 emplois.

### Composition
Cette communauté de communes est composée des communes suivantes :
| Nom                    | Code Insee | Gentilé        | Superficie (km2) | Population (dernière pop. légale) | Densité (hab./km2) |
| ---------------------- | ---------- | -------------- | ---------------- | --------------------------------- | ------------------ |
| Oisemont (siège)       | 80606      | Oisemontais    | 8,04             | 1 175 (2014)                      | 146                |
| Andainville            | 80022      | Andainvillois  | 8,35             | 220 (2014)                        | 26                 |
| Aumâtre                | 80040      | Aumatrois      | 5,57             | 184 (2014)                        | 33                 |
| Avesnes-Chaussoy       | 80048      |                | 6,12             | 64 (2014)                         | 10                 |
| Bermesnil              | 80084      | Bermesnilois   | 4,10             | 228 (2014)                        | 56                 |
| Cannessières           | 80169      | Cannessierois  | 3,75             | 77 (2014)                         | 21                 |
| Cerisy-Buleux          | 80183      | Cerysiens      | 5,60             | 263 (2014)                        | 47                 |
| Épaumesnil             | 80269      |                | 4,74             | 129 (2014)                        | 27                 |
| Étréjust               | 80297      |                | 3,78             | 49 (2014)                         | 13                 |
| Fontaine-le-Sec        | 80324      |                | 7,44             | 153 (2014)                        | 21                 |
| Forceville-en-Vimeu    | 80330      | Forcevillois   | 2,97             | 244 (2014)                        | 82                 |
| Foucaucourt-Hors-Nesle | 80336      | Foucaucourtois | 2,94             | 72 (2014)                         | 24                 |
| Framicourt             | 80343      | Framicourtois  | 5,02             | 202 (2014)                        | 40                 |
| Fresnes-Tilloloy       | 80354      |                | 3,52             | 195 (2014)                        | 55                 |
| Fresneville            | 80355      | Fresnevillois  | 3,40             | 104 (2014)                        | 31                 |
| Fresnoy-Andainville    | 80356      |                | 3,96             | 93 (2014)                         | 23                 |
| Frettecuisse           | 80361      |                | 5,27             | 72 (2014)                         | 14                 |
| Heucourt-Croquoison    | 80437      | Heucourtois    | 5,00             | 125 (2014)                        | 25                 |
| Inval-Boiron           | 80450      |                | 3,32             | 110 (2014)                        | 33                 |
| Lignières-en-Vimeu     | 80480      |                | 3,29             | 113 (2014)                        | 34                 |
| Le Mazis               | 80522      |                | 3,80             | 107 (2014)                        | 28                 |
| Mouflières             | 80575      |                | 2,76             | 91 (2014)                         | 33                 |
| Nesle-l'Hôpital        | 80586      | Neslois        | 4,80             | 154 (2014)                        | 32                 |
| Neslette               | 80587      |                | 2,07             | 88 (2014)                         | 43                 |
| Neuville-au-Bois       | 80591      |                | 2,93             | 156 (2014)                        | 53                 |
| Rambures               | 80663      | Ramburois      | 9,90             | 362 (2014)                        | 37                 |
| Saint-Aubin-Rivière    | 80699      |                | 3,08             | 113 (2014)                        | 37                 |
| Saint-Léger-sur-Bresle | 80707      |                | 1,09             | 89 (2014)                         | 82                 |
| Saint-Maulvis          | 80709      |                | 6,21             | 260 (2014)                        | 42                 |
| Senarpont              | 80732      | Senarpontais   | 7,00             | 666 (2014)                        | 95                 |
| Le Translay            | 80767      |                | 5,61             | 230 (2014)                        | 41                 |
| Vergies                | 80788      |                | 8,00             | 163 (2014)                        | 20                 |
| Villeroy               | 80796      |                | 6,02             | 198 (2014)                        | 33                 |
| Woirel                 | 80828      | Woirelois      | 1,85             | 50 (2014)                         | 27                 |

### Démographie
| 1968  | 1975  | 1982  | 1990  | 1999  | 2008  | 2013  |
| ----- | ----- | ----- | ----- | ----- | ----- | ----- |
| 6 824 | 6 739 | 6 553 | 6 537 | 6 380 | 6 695 | 6 623 |

## Organisation

### Siège
Le siège de l'intercommunalité était à Oisemont, 2, rue Jules Ferry.

### Les élus
La communauté était administrée par son Conseil communautaire, composé de 37 délégués représentant chacune des 64 communes membres.
Le conseil communautaire d'avril 2014 a élu sa nouvelle présidente, Isabelle de Waziers, maire de Lignières-en-Vimeu, ainsi que ses 4 vice-présidents, qui sont : 
1. Mariel Gambier, maire de Fresnoy-Andainville, délégué aux affaires scolaires ;
2. Sylvain Manach, maire d'Oisemont, délégué à la solidarité intergénérationnelle ;
3. Xavier Lenglet, maire de Vergies, délégué aux finances, au développement économique et au plan local d'urbanisme intercommunal ;
4. Jean-Claude Gandon, maire de Rambures, délégué à la voirie et aux bâtiments[9].

### Liste des présidents
| Période                                  | Période       | Identité            | Étiquette | Qualité |
| ---------------------------------------- | ------------- | ------------------- | --------- | --- |
| Les données manquantes sont à compléter. |               |                     |           | |
| 2001                                     | 2014          | Philippe Greuet     |           | Maire de Mouflières (2001 → ) |
| 2014                                     | décembre 2016 | Isabelle de Waziers | LR        | Chercheuse à l'Inserm Maire de Lignières-en-Vimeu (2001 → ) Conseillère générale d'Oisemont (2014 → 2015) Conseillère départementale de Poix-de-Picardie (2015 → ) Vice-présidente du conseil départemental de la Somme (2015 → ) Vice-présidente de la CC2SO (2017 → ) |

### Compétences
L'intercommunalité exerçait les compétences qui lui ont été transférées par les communes membres, dans les conditions prévues au code général des collectivités territoriales. Il s'agit de :
- Les actions économique : social, développement, habitat, foncière, etc.
- Le scolaire: établissement, transport
- La voirie
- Le tourisme
- L'assainissement non collectif (SPANC)

### Régime fiscal et budget
La Communauté de communes était un établissement public de coopération intercommunale à fiscalité propre.
Afin d'assurer ses compétences, la communauté de communes perçoit une fiscalité additionnelle aux impôts locaux perçus par les communes, avec une fiscalité professionnelle de zone et sans fiscalité professionnelle sur les éoliennes